# 하코니와 컴퍼니 웍스
하코니와 컴퍼니 웍스(일본어: ハコニワカンパニワークス, Hakoniwa Company Works)는 니폰이치 소프트웨어가 개발하고 배급한, 샌드박스 게임의 요소를 갖춘 전략 롤플레잉 게임이다. 이 게임은 2017년 7월 13일에 일본에서 플레이스테이션 4용으로 출시되었다. 이 게임의 주제곡은 "Hakoniwa Ambition"이며 하야노 가오루가 퍼포먼스를 맡았다.

## 배경
셀 수 없는 섬들이 하늘에 떠다니는 세계를 배경으로 한다. 주인공은 섬들을 연결하는 회사의 리더가 되며 요청에 부응한다. 주인공은 유명한 기업을 위해 일한 적이 있는 명랑한 소녀 가자미도리 메메의 지원을 받는다.